# Haakon Tranberg
Haakon Tranberg (ur. 2 marca 1917, zm. 24 kwietnia 1991) – norweski lekkoatleta, sprinter. Specjalizował się na dystansach 100 m i 200 m. Reprezentował barwy klubów Kristiansands IF i Lillesand IL.

## Osiągnięcia
- Mistrz Norwegii w biegu na 100 m (3x) : 1939, 1946, 1947[1]
- Mistrz Norwegii w biegu na 200 m (2x) : 1939, 1946[2]
- Mistrz Norwegii w skoku w dal (2x) : 1946, 1947[3]
- Mistrzostwa Europy - 1946 (bieg na 100 m i 200 m)

Były rekordzista kraju w biegach na 100 i 200 metrów. Najlepszym wynikiem w jego karierze w biegu na 100 m był 10.4 s w zawodach na stadionie Bislett we wrześniu 1939 roku. Miesiąc wcześniej na tym samym stadionie osiągnął swój najlepszy czas w biegu na 200 m - 21.5 s. Rok wcześniej, również na stadionie Bislett, Tranberg osiągnął swój najlepszy wynik w skoku w dal - 7,26 m.
Nigdy nie wystąpił na igrzyskach olimpijskich. W latach 1940–1945 jego karierę w kraju przerwała II wojna światowa.